# Ordine al merito di Antigua e Barbuda
L'Ordine al merito è la terza tra le onorificenze di Antigua in ordine di importanza. L'Ordine venne fondato nel 1998 per ricompensare il servizio dei cittadini  che si fossero distinti grandemente nei confronti dei Antigua e Barbuda.

## Insegne
- Il nastro è blu con una linea rossa al centro e i bordi gialli.

## Decorati importanti
- Rudolph Smithen, GCM.[1]Decano della Cattedrale di San Giovanni.